# Novaeglaucytes albocincta
Novaeglaucytes albocincta är en skalbaggsart som först beskrevs av Louis Alexandre Auguste Chevrolat 1858.  Novaeglaucytes albocincta ingår i släktet Novaeglaucytes och familjen långhorningar. Inga underarter finns listade i Catalogue of Life.